# A Life for a Kiss
A Life for a Kiss est un film muet américain réalisé par Allan Dwan et sorti en 1912.

## Fiche technique
- Réalisation : Allan Dwan
- Date de sortie : États-Unis : 1er août 1912

## Distribution
- J. Warren Kerrigan : Dick
- Pauline Bush : la fille de la montagne
- Jack Richardson : Jim Richeson